# Комаровка (Тернопольский район)
Комаровка (укр. Комарівка) — село в Бережанской городской общине Тернопольского района Тернопольской области Украины.
До 2020 года входило в Бережанский район.
Код КОАТУУ — 6120489402. Население по переписи 2001 года составляло 220 человек.

## Географическое положение
Село Комаровка находится в 3-х км от левого берега реки Ценюв,
на расстоянии в 0,5 км от села Дыбще (Козовский район).
Рядом проходит автомобильная дорога М-12 (E 50).

## История
- 1723 год — дата основания.